# 郭南宏 (導演)

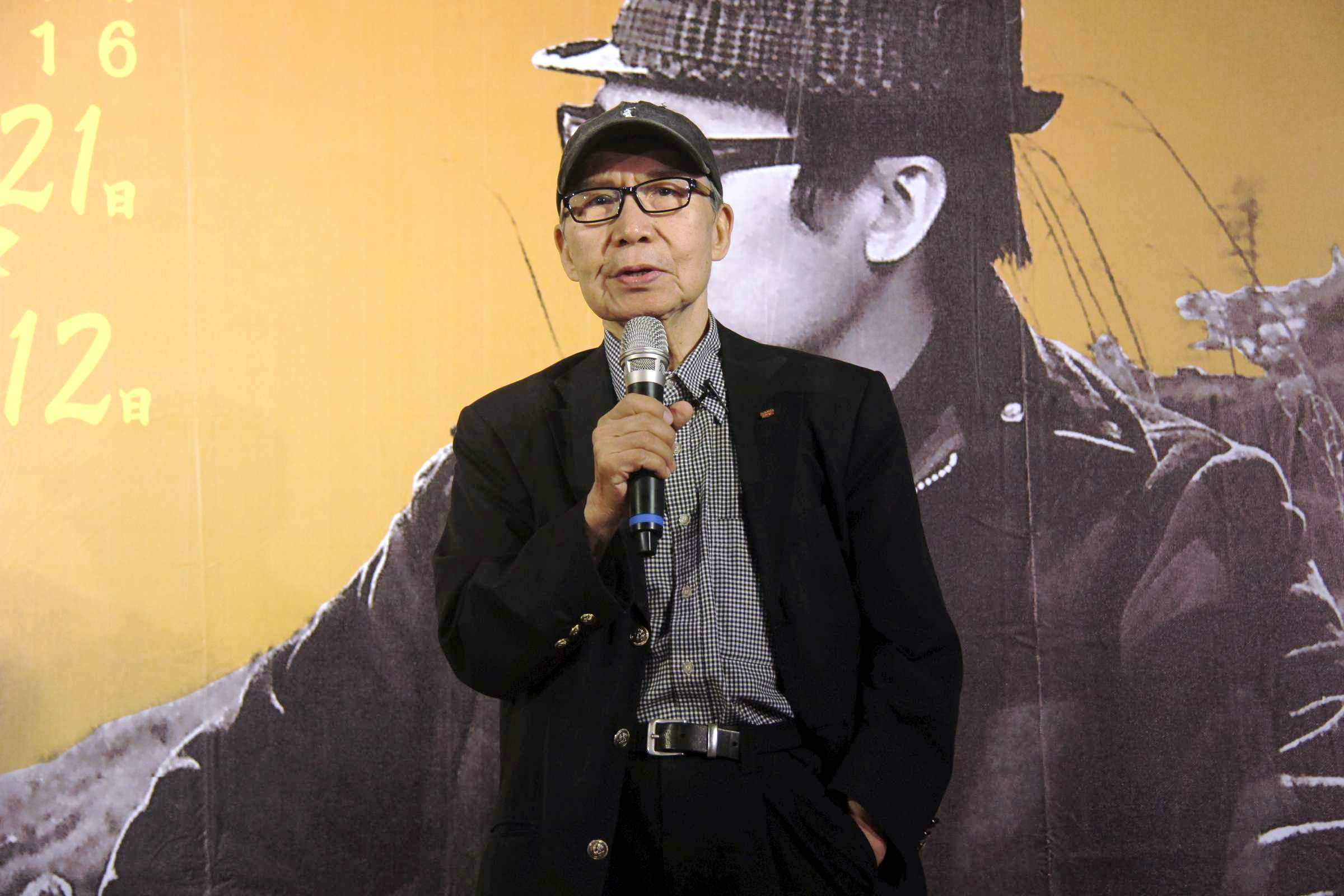
郭南宏導演

 郭南宏（1935年7月20日—），本名郭清池，台灣電影導演、編劇和製作人，從影60年，首部台語電影為《古城恨》。郭南宏導演作品超過100部，代表作有《一代劍王》、《劍王之王》、《少林寺十八銅人》、《雍正大破十八銅人》、《鐵三角》、《太極元功》、《鬼見愁》、《傷春時節》、《風塵女郎》、《八大門派》、《大車伕》等。

## 外部連結
- 郭南宏在互联网电影资料库（IMDb）上的資料（英文）
- 郭南宏在香港影庫上的簡介